# Birminghamská škola
Birminghamská škola je označení pro britský směr kulturálních studií v Centru pro současná kulturální studia na univerzitě v Birminghamu. Zabývala se hlavně masovou kulturou, komunikací, znaky, publikem, subkulturami a dalšími. Hlavním představitelem byl Stuart Hall, zakladatelem pak Richard Hoggart. Vznikla v roce 1964. Počátky tohoto směru jsou v sedmdesátých letech 20. stol. Hlavní myšlenkou je posun od otázky ideologie v mediálním obsahu k otázce, jak zvládne publikum ideologii v mediálním obsahu vnímat. Birminghamská škola byla nuceně ukončena v roce 2002.

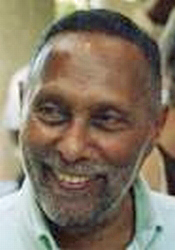
Hall Stuart

## Významní představitelé
Mezi významné představitele mediálních studií birminghamské školy patřil například britský mediální vědec John Fiske, australský profesor kulturních studií Graeme Turner, britský sociolog Herbert Richard Hoggart, britský kulturolog Raymond Williams či akademici Paul Willis a Dick Hebdige. Nejznámějším představitelem byl jamajský sociolog Stuart Hall.

## Kulturální teorie
Ústředním tématem analýz birminghamské školy bylo zkoumání proměn společnosti v návaznosti na dominující sociální a politické vztahy. Směřování formuloval zakladatel Richard Hoggart ve spise Uses of Literacy a vzniklý obor se nazývá kulturální studia.
Projekt je interdisciplinární a zabýval se poznatky z sociologie, antropologie, historie, etnografie, sémiotiky a dalších. Nejde zde o kulturní kritiku, ale o posuzování estetických kritérií, které mají vliv na kvalitu kulturních produktů a následný vkus konzumentů. Podle kulturální teorie je rozdílnost mezi kulturním a nekulturním prvkem pouze součást ideologické reprezentace. Předpokládá se, že kultura je neustálým bojištěm o její hegemonní ovládnutí.
Kulturální teorie byla ovlivněna mnoha mysliteli a myšlenkovými proudy. Například se jednalo o neomarxismus (zkoumání ideologií, kulturního průmyslu – vliv frankfurtské školy) nebo o prací Antonia Gramsciho (zkoumání hegemonie) nebo zkoumání prací strukturalisty Louise Althussera (ideologie státních aparátů) či textů Rolanda Barthese (denotace, konotace a mýtus). Ojevily se i feminististické vlivy.

### Zkoumání masmédií
Birminghamská škola se kromě zkoumání kultur a subkultur zaměřila na analýzu jak komunikátora tak adresáta masmediálního obsahu. Zkoumala proces konstrukce mediálních obsahů (strana komunikátora) tak i chování masového publika, respektive recepce jednotlivých obsahů tzv. populární kultury. S tímto zkoumáním v osmdesátých letech 20. století výrazně souvisí Hallova teorie kódování a dekódování. Ta tvrdí, že ideologie zakódovaná do mediálního obsahu není totožná s ideologií dekódovanou příjemcem. Ideologie zde znamená i samotný záměr autora i jde o význam sdělení. Ergo význam odesílatele není ve výsledku totožný s významy adresáta.